# Athie, Yonne
Athie är en kommun i departementet Yonne i regionen Bourgogne-Franche-Comté i norra Frankrike. Kommunen ligger i kantonen L'Isle-sur-Serein som tillhör arrondissementet Avallon. År 2022 hade Athie 134 invånare.

## Befolkningsutveckling
Antalet invånare i kommunen Athie
| Referens: INSEE |